# کیهان صیادپور

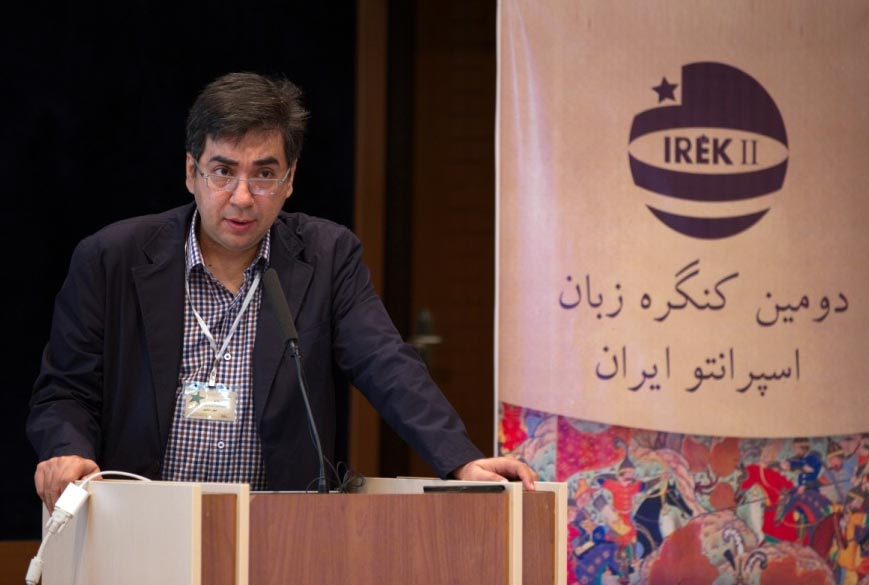
دکتر کیهان صیادپور، ریاست انجمن اسپرانتوی ایران

کیهان صیادپور زنجانی (زاده ۱۳۴۶، مشهد)، فوق تخصص بیماری‌های قلبی کودکان، عضو هیئت علمی دانشگاه علوم پزشکی تهران و از چهره‌های جنبش اسپرانتو در ایران است.

## فعالیت‌های اسپرانتیک
صیادپور ریاست انجمن اسپرانتوی ایران را بر عهده دارد و سرنماینده انجمن جهانی اسپرانتو در ایران و رابط آکادمی اسپرانتو نیز می‌باشد. وی معاونت انجمن جهانی پزشکان اسپرانتو (UMEA) را نیز در کارنامه خود دارد.

## سوابق تالیفاتی
- ویراستار کتب گنجینه ادبیات عرب (به اسپرانتو: Trezoro de araba literaturo) و حکایت کیو (به اسپرانتو: La Rakonto pri Kieu)[۵]
- گردآورنده کتاب سروده‌های پارسیان (به اسپرانتو: Versoj de Persoj)[۶]
- مترجم گلستان سعدی به اسپرانتو[۷]

## افتخارات
- تنها ایرانی برنده جایزه «استعداد نو» (به اسپرانتو: Nova talento) در مسابقات ادبی سازمان جهانی اسپرانتو (به اسپرانتو: Belartaj Konkursoj de Universala Esperanto-Asocioj) که به طور سالیانه و از سال 1950 تاکنون برگزار می گردند و توسط سازمان جهانی اسپرانتو[۸] سازماندهی و اجرا می شوند. جایزه ی دکتر صیادپور در 89امین همایش جهانی اسپرانتو، که در سال 2004 و با حضور 2031 اسپرانتودان از 51 کشور جهان در پایتخت کشور چین، شهر پکن برگزار گردید، به‌عنوان «استعداد نو» به ایشان تقدیم شد.
- برنده جایزه بهترین محقق قلب کودکان در سومین کنگره قلب کودکان آسیا-پاسیفیک[۹]